# Redhakhol
Redhakhol is een stad en “notified area” in het district Sambalpur van de Indiase staat Odisha. 

## Demografie
Volgens de Indiase volkstelling van 2001 wonen er 13.722 mensen in Redhakhol, waarvan 53% mannelijk en 47% vrouwelijk is. De plaats heeft een alfabetiseringsgraad van 66%. 